# Дом Гужевских — Поспелова
Дом Гужевских — Поспелова — историческое здание в Москве, построенное в XVIII веке или в начале XIX века. Объект культурного наследия федерального значения. Расположен во 2-м Волконском переулке, дом 8а.

## История
Дом построен, по реестру объектов культурного наследия, в XVIII веке, по другим данным, между 1803—1807 гг., в основном в 1806 году. Был одним из первых каменных домов в районе. Дом пострадал в пожаре 1812 года, после пожара надстроен мезонин. Неоднократно перестраивался в XIX веке. Последняя перестройка относится к 1916 году, при ней устроена новая парадная лестница с юго-западной стороны, добавлено неоампирное оформление. В 1980-х годах дом пострадал от пожара.

## Архитектура
Двухэтажный дом с крестообразным мезонином относится к стилю ампир. Он расположен у изгиба переулка, фасад выходит в переулок. Фасад оформлен двумя узкими декоративными ризалитами, выделяющими центр. Окна в ризалитах находятся в арочных нишах. Центральные окна тройные (боковые проёмы заменены в них нишами). Мезонин по главному фасаду имеет три окна. При перестройке начала XX века в арочках первого этажа размещены раковины, в нишах второго этажа — колонки и вертикальные гирлянды, а также ионические пилястры по выступам ризалитов.